# Ischaemum burmanicum
Ischaemum burmanicum är en gräsart som beskrevs av Norman Loftus Bor. Ischaemum burmanicum ingår i släktet Ischaemum och familjen gräs. Inga underarter finns listade i Catalogue of Life.